# Цикади
Цикади (Cicadidae) — родина комах ряду напівтвердокрилих (раніше їх відносили до ряду Рівнокрилих) з великими, широко розставленими очима, зазвичай з прозорими крилами. Родина містить близько 2500 описаних видів та родів, що поширені по всьому світу, проте більшість з них залишаються неописаними. Вагомий внесок у вивчення цикадових в Україні внесла радянський український ентомолог, спеціаліст з систематики і фауністики цикадових, кандидат біологічних наук Логвиненко В. М..

## Опис
Цикади (Cicadidae) — центральний рід родини, який відрізняється великими очима і широкою головою. Ця родина цикад характеризується наступними ознаками дорослих особин: голова коротка, очі сильно виступають; передспинка тонша, ніж голова, передні крила частиною шкірясті і прозорі, а частиною, поблизу кореня — пергаментоподібні; лапки здебільшого — тричленні, рідше двочленні. На тімені — три простих очка, що утворюють трикутник; короткі вусики складаються з 7 члеників; ротові частини складаються з тричленного сиса́льця (хоботка).
Передні крила довші аніж задні, крила здебільшого прозорі, іноді яскраво забарвлені або чорні; стегна середньої пари ніг короткі і широкі, передні стегна потовщені, знизу з шипами; гомілки циліндричні.
Черевце здебільшого досить товсте і закінчується у самок яйцекладом, у самців копуляційним апаратом. Надзвичайно характерним є наявність у самців особливого голосового апарата, влаштованого так: апарат міститься на нижньому боці грудей, позаду задніх ніг, під двома великими напівкруглими лусочками, він складається з серединної і двох бічних порожнин. На дні середньої порожнини розташовані дві пари перетинок, з яких перетинки 1-ї пари називаються складко́вими (від слова складка), а дві задні — дзеркальцями, оскільки вони блискучі і гладкі.
Бічні порожнини мають збоку отвір, який веде до поверхні тіла. У внутрішній стінці цих порожнин вставлена барабанна перетинка, до якої прикріплений м'яз, що змушує перетинку коливатися. Середні порожнини є резонаторами. У самок голосовий апарат рудиментарний, тому вони співати не можуть.

## Життєвий цикл
Цикади відкладають яйця під кору або шкірку рослин. Личинки відрізняються товстим незграбним тілом, гладкою і твердою кутикулою і товстими ногами з одночленистими лапками; передні ноги з широкими стегнами і гомілками, покритими шипами (тип риючих кінцівок). Молоді личинки смокчуть спочатку стебла рослин, а на пізніших стадіях розвитку ведуть підземний спосіб життя і смокчуть сік з коріння рослин. Личинки живуть декілька років, іноді — до 17 років, хоча для більшості видів тривалість личинкового життя — невідома. Після численних линьок у личинок розвиваються зачатки крил, а остання линька зазвичай відбувається на деревах.

## Середовище існування
Цикади переважно живуть у спекотних країнах (тропіках) усіх частин світу. Середовище існування дорослих особин — на деревах і чагарниках. Уміють доволі добре літати. Наприклад, у США навесні 2021 року мільярди періодичних цикад вибралися з-під землі для проведення шлюбного ритуалу. Безпосередньо у Європі зустрічаються 18 видів цикад.